# Sphaerium rhomboideum
Sphaerium rhomboideum is een tweekleppigensoort uit de familie van de Sphaeriidae. De wetenschappelijke naam van de soort werd in 1822 voor het eerst geldig gepubliceerd door Thomas Say.